# Proteïna-2 associada amb insulinoma (IA-2)
La proteïna associada amb insulinoma (IA-2), també anomenada antigen de les cèl·lules insulars 512 (ICA-512), pertany a la família de proteïnes tirosina fosfatasa (PTP) i està situada en el cromosoma 2q35 humà. Aquesta proteïna està codificada pel gen PTPRN. Específicament, la proteïna IA-2 és una PTP de tipus receptor.
Aquesta família de proteïnes són un tipus de molècules de senyalització que s'ocupen de la regulació d'una gran varietat de processos cel·lulars. Alguns d'aquests són la diferenciació, la transformació oncogènica, el cicle mitòtic i el creixement cel·lular.

## Localització
La proteïna-2 associada amb l'insulinoma pot expressar-se en cèl·lules d'origen neuroendocrí dins dels illots pancreàtics, la medul·la suprarenal, la hipòfisi o glàndula pituïtària i el sistema nerviós central.
Més concretament, en ordre de predominança, podem trobar la proteïna associada amb insulinoma (IA-2) expressada als illots pancreàtics, seguits dels nuclis amigdaloides i el còrtex prefrontal.

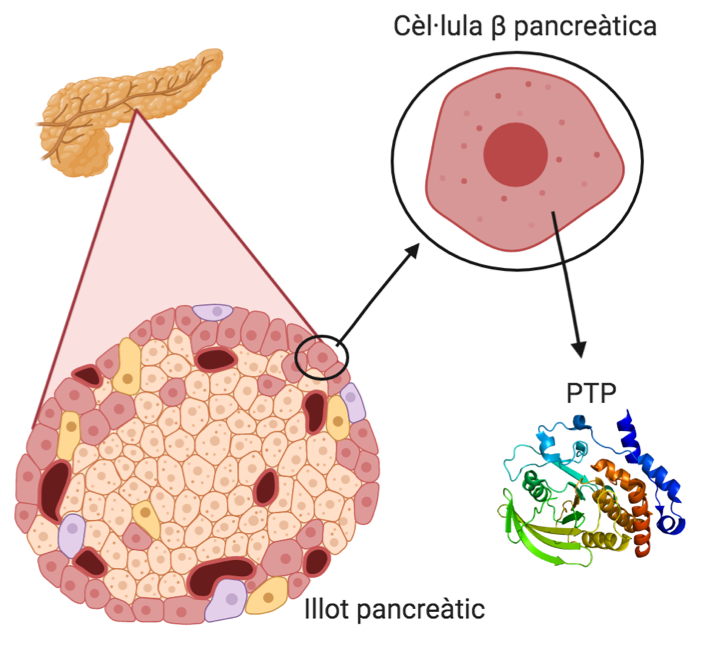
En aquesta imatge s'observa la presència de la preteïna-2 associada amb l'insulinoma (IA-2) a cèl·lules β pancreàtics dels illots de Langerhans (illots pancreàtics).

Fent referència als diferents compartiments subcel·lulars i en ordre descendent, la proteïna IA-2 és present principalment al nucli, a la membrana plasmàtica, als endosomes i a l'aparell de Golgi.

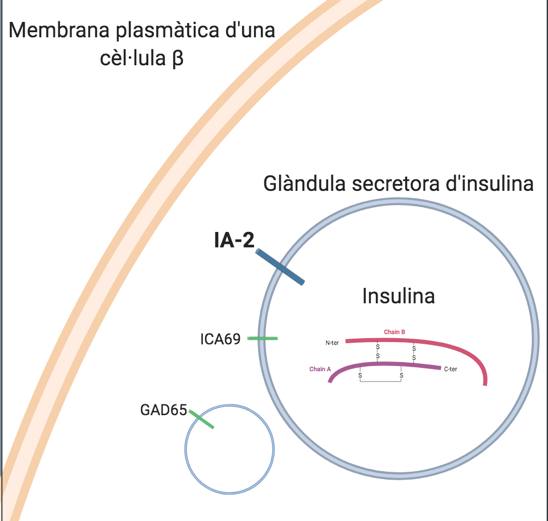
En aquesta imatge es pot observar la presència de la proteïna IA-2 a la membrana del grànul secretor d'insulina a les cèl·lules β.

## Estructura

### Estructura primària
La proteïna associada amb l'insulinoma (IA-2) és una proteïna transmembrana de 979 aminoàcids, amb un pes d'uns 110kDa. Conté 4 regions principals:
- De l'aminoàcid 1 al 24: pèptid senyal (clau per establir el destí de la proteïna).
- De l'aminoàcid 25 al 576: regió extracel·lular glicocilada amb terminal NH2 (N-terminal).
- De l'aminoàcid 577 al 600: regió que travessa la membrana.
- De l'aminoàcid 601 al 979: regió citoplasmàtica amb terminal COOH (C-terminal).[11]

### Estructura secundària
L'estructura secundària de la proteïna IA-2 es caracteritza per la presència d'hèlixs alfa, làmines beta i girs. Concretament trobem:
- 15 hèlixs alfa (aminoàcids 483-497, 501-503, 527-536, 538-545, 692-704, 706-717, 727-730, 735-737, 755-757, 788-790, 791-801, 885-896, 914-930, 938-946, 956-975)
- 15 cadenes beta (aminoàcids 471-477, 504-510, 513-518, 549-555, 766-770, 780-783, 805-808, 812-814, 826-832, 835-844, 846-858, 864-872, 877-880, 905-908, 910-913)
- 2 girs (aminoàcids 732-734, 859-861)[12]

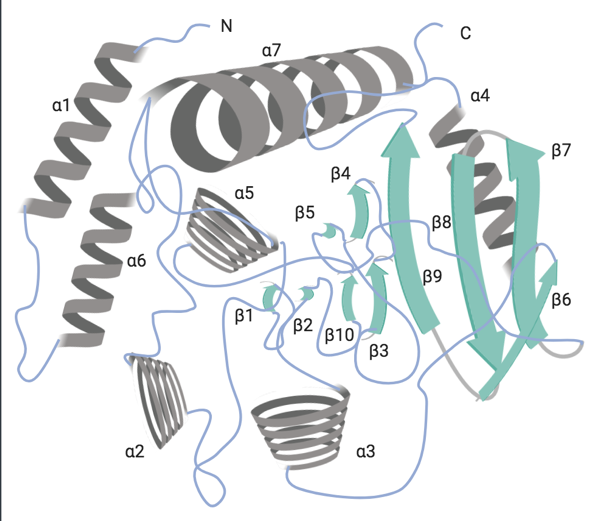
En l'anterior imatge s'observa una part de l'estructura terciària de la proteïna IA-2 entre els residus 767 i 974. Aquesta es presenta com un diagrama de cinta, on les hèlix α es representen en gris i els fulls β en blau.

### Estructura terciària
L'estructura terciària de la proteïna-2 associada amb l'insulinoma (IA-2) ve determinada per les diferents interaccions que es donen entre els radicals dels aminoàcids, i conformen la seva estructura tridimensional en l'espai.

### Estructura quaternària
La proteïna IA-2 és un homodímer, és a dir, presenta una estructura quaternària formada per dues cadenes iguals.
La proteïna IA-2 conté dues regions que dimeritzen entre si, de manera que en plegar-se es combinen i donen lloc a una de doble. Aquest fet proporciona l'estructura quaternària característica de la proteïna. Concretament, la primera d'aquestes dues regions va de l'aminoàcid 449 al 575, mentre que la segona va de l'aminoàcid 601 al 732. D'aquesta manera tenen una llargada de 127 i 132 aminoàcids respectivament.

### Dominis
La proteïna IA-2 posseeix un únic domini proteic catalític, fet que determina que sigui una proteïna tirosina fosfatasa de tipus receptor. Aquest domini va de l'aminoàcid 709 al 969.

### Isoformes
S'han detectat i descrit 3 isoformes proteiques de la IA-2, les quals presenten petites diferències en la seqüència d'aminoàcids. A més, existeixen fins a 7 altres isoformes potencials.

### Epítops de la proteïna IA-2
Els epítops immunitaris, també anomenats determinants antigènics, són la seqüència de l'antigen per on s'uneixen els anticossos i, en el cas de l'IA-2, aquests epítops es troben exclusivament en la regió citoplasmàtica. Per tant, aquesta regió citoplasmàtica és la principal zona per al reconeixement d'anticossos de la proteïna IA-2.
Concretament distingim dues regions epitòpiques principals en la proteïna-2 associada amb insulinoma (IA-2): la regió del bucle WPAE i la part inferior de la regió central dels fulls β.
Aquestes dues regions es localitzen molt properes l'una de l'altra, fet que permet la formació d'interaccions de caràcter hidròfob, la qual cosa dona lloc a un nucli hidrofòbic ubicat al mig de la proteïna.
Específicament, els residus que interaccionen són Trp795, Val798 i I806 de la primera regió, i els residus Phe854, Leu856 i Leu867 de la segona regió.

## Funcions
La proteïna-2 associada amb l'insulinoma (IA-2) és una proteïna de membrana, fet que li permet regular l'entrada i sortida de partícules a la cèl·lula, mitjançant vesícules de secreció. L'IA-2 és necessària perquè pugui tenir lloc l'acumulació usual de vesícules secretores en els illots pancreàtics, la hipòfisi i l'hipocamp. D'aquesta manera, és capaç d'efectuar les seves funcions, entre les quals destaquen:
- D'una banda, la proteïna IA-2 participa en el procés de secreció d'insulina, el qual es duu a terme a les cèl·lules β dels illots pancreàtics.[16] L'IA-2 és l'encarregada de modular la secreció d'aquesta hormona i evitar la seva degradació, segons els nivells de glucosa en sang, ja que la insulina és responsable de regular la velocitat de consum d'aquest monosacàrid.[17]
- D'altra banda, estudis recents han determinat que la proteïna IA-2 també té un paper important en la secreció dels neurotransmissors dopamina, noradrenalina i serotonina, pel fet que aquesta proteïna es troba a les cèl·lules neuroendocrines de tot el cos.[18]

No només s'ha trobat que la sobreexpressió d'IA-2 augmenta la secreció de dopamina, i de la mateixa manera, la manca d'aquesta proteïna es tradueix en una falta de dopamina, sinó que a més s'ha descobert que la proteïna IA-2 influeix en el nivell d'altres proteïnes (Rab3A, IA-2β i secrogranina II), també de forma directament proporcional.
A més, cal afegir que la proteïna IA-2 és necessària per mantenir els nivells d'expressió i alliberament de renina.
Una altra funció d'aquesta proteïna, que es dona únicament en dones, consisteix en l'acumulació i secreció de dues hormones hipofisiàries: l'hormona fol·licle-estimulant (FSH) i l'hormona luteïnitzant (LH).
En resum, podem concloure que la principal funció de la proteïna-2 associada amb l'insulinoma (IA-2) és l'efecte regulador de la secreció cel·lular tant d'hormones com de neurotransmissors.

Per acabar, cal recalcar que la proteïna-2 associada a l'insulinoma (IA-2) no té activitat enzimàtica intrínseca.

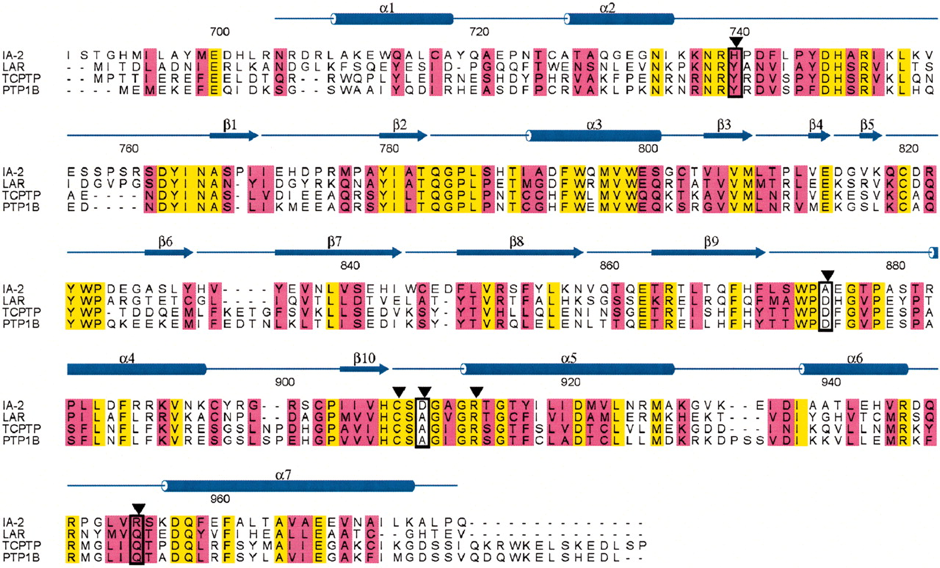
En la imatge s'aprecien seqüències alineades d'IA-2 i altres PTP relacionats. S'han marcat de color groc els aminoàcids coincidents a les quatre cadenes polipeptídiques, i de color vermell els aminoàcids no coincidents en alguna de les cadenes estudiades. Els residus imprescindibles per a l'activitat enzimàtica de les PTP s'indiquen com a triangles invertits sobre les cadenes. Entre aquests, els residus que no es conservaran en l'IA-2 estan agrupats en caixes negres.

## Activitat enzimàtica
A diferència d'altres proteïnes tirosina fosfatases (PTP), la proteïna-2 associada a l'insulinoma (IA-2) no té activitat enzimàtica cap als substrats usuals de PTP. Aquesta falta d'activitat és deguda al reemplaçament de residus (aminoàcids enllaçats formant una cadena polipeptídica), essencials per a la catàlisi. Tot i produir-se mutacions posteriors en aquests residus, l'activitat catalítica restaurada no és suficient en comparació als enzims PTP comuns.
En els PTP convencionals, la presència i el moviment del bucle WPD és important per la catàlisi del substrat. Aquest bucle es troba obert en els estats lliures per tal de poder accedir al substrat i unir-se al lligand. Un cop el lligand s'ha unit, el bucle es tanca per estabilitzar-ho. El bucle WPD en estat tancat conté àcid aspàrtic.
En el cas de la proteïna IA-2, l'àcid aspàrtic es substitueix per Ala877-Glu878. A conseqüència d'aquest canvi s'origina un bucle WPAE. El bucle WPAE es troba sempre tancat, fins i tot quan el centre actiu està buit de substrat. Aquesta característica impedeix l'accés de substrats de pèptids o molècules grans, de manera que l'activitat enzimàtica queda suspesa.
Concretament, hi ha quatre residus claus per l'activitat enzimàtica que no es conserven a l'IA-2. Aquests són: His740, Ala877, Asp911 i Arg954. Alineant les seqüències de la proteïna IA-2 amb altres PTP, com per exemple PTP1B i TCPTP, s'observa que a l'IA-2 els quatre residus esmentats no es conserven. Aquests aminoàcids corresponen a Tyr46, Asp181, Ala227 i Gln262, respectivament, en les proteïnes PTP1B i TCPTP.

## Anticossos contra la proteïna-2 associada amb insulinoma

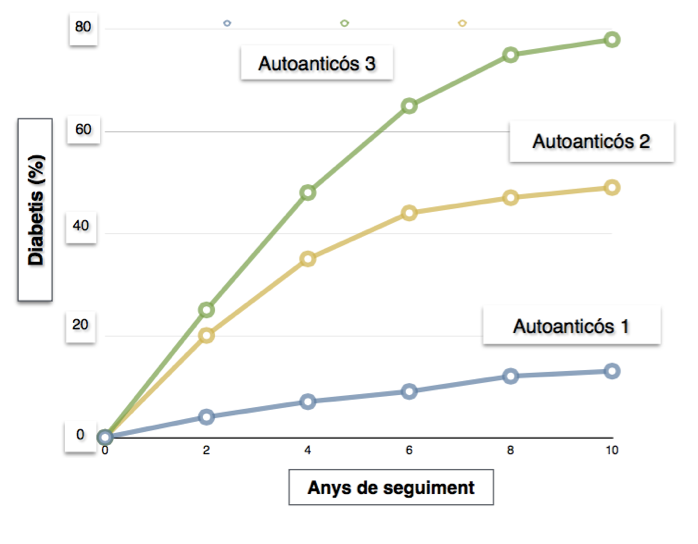
La gràfica representa de forma visual el risc de desenvolupar la malaltia diabetis mellitus de tipus 1 amb relació a la presència de tres autoanticossos principals (GAD65, IA-2 o insulina). S'observa que a mesura que augmenta el nombre d'autoanticossos detectats, també augmenta la probabilitat de patir diabetis.

Els autoanticossos contra la proteïna associada a l'insulinoma (IA-2), els anticossos anti-insulina (AAI) i els anticossos contra l'àcid glutàmic descarboxilasa (GADA), entre d'altres, actuen contra les proteïnes de les cèl·lules beta pancreàtiques, encarregades de la secreció d'hormones com la insulina.
A conseqüència d'aquest fet, aquests anticossos esdevenen importants marcadors serològics de la diabetis mellitus de tipus 1, malaltia resultant de la destrucció de les cèl·lules beta dels illots pancreàtics a través de la desfosforilació del receptor d'insulina.
Per tal de realitzar un ràpid i precoç diagnòstic de la diabetis mellitus de tipus 1 es poden mesurar mitjançant una anàlisi de sang els anticossos relacionats amb l'activitat contra les cèl·lules beta. Aquests es detecten en els sèrums d'aproximadament el 60-80% dels pacients diabètics de tipus 1 d'aparició recent. A més, en el cas dels pacients que encara no han desenvolupat la malaltia, la presència d'autoanticossos contra IA-2 al sèrum indica que en els següents 5 anys tenen un 50% de probabilitat de desenvolupar-la.
Per tant, la identificació d'aquests anticossos ha ampliat la nostra capacitat de predir la malaltia i pot ser extremadament valuosa en la recerca de teràpies específiques per a antígens per tal de prevenir aquest tipus de diabetis.